# Státní archiv Severní Makedonie
Státní archiv Severní Makedonie (makedonsky Државен архив на Северна Македонија), zkr ДАСМ/DASM) je hlavní archiv v zemi, který shromažďuje písemnosti které podléhají dle místního zákona o archivnictví archivní činnosti. Provádí rovněž i dozor a poskytuje metodickou pomoc všem v zemi, jejichž činnost je předmětem archivnictví.

## Historie
Státní archiv byl ustanoven v roce 1951 pod názvem Státní archiv republiky Makedonie. V letech 1926 až 1941 byl archiv ve Skopje v podřízenosti srbského státního archivu se sídlem v Bělehradu. Ústřední výbor Komunistické strany Makedonie ustanovil v roce 1949 Historický archiv, který měl za úkol shromáždit archivní a vzpomínkové materiály, které se týkaly dělnického hnutí na území bývalé Jugsolávie, ale také i činnosti partyzánů a Komunistické strany. Vše je dnes součástí fondu DASM.
Po ustanovení republikového archivu bylo rozhodnuto o vytvoření návazné sítě nižších archivů, které měly vzniknout v následujících městech: Bitola, Kumanovo, Ochrid, Prilep, Skopje, Tetovo, Veles a Štip. Tyto byly nejprve archivní centra při místních muzeích, než se podařilo republice získat dostatečné prostředky pro vznik separátních organizací. V roce 1990 byly tyto samostatné archivy převedeny pod pobočky republikového a po roce 1991 se archiv republikový stal archivem státním.
DASM disponuje také laboratoří pro konzervaci a restauraci mikrofilmů.
Svoji současnou budovu má archiv od roku 1969 (vznikla po obnově města po zemětřesení v roce 1963). Kanceláře archivu se dnes nachází také v budově Archeologického muzea, které používá i ve svém logu. V roce 2015 Archiv zaměstnával 298 lidí.